# Église Saint-Barthélemy de Cussy
L'église Saint-Barthélemy de Cussy est une église catholique située à Cussy, en France .

## Localisation
L'église est située dans le département français du Calvados, sur la commune de Cussy.

## Historique
L'édifice actuel date du XIIIe - XIVe siècle.
L'édifice est inscrit au titre des monuments historiques le 21 mai 1927.

## Architecture

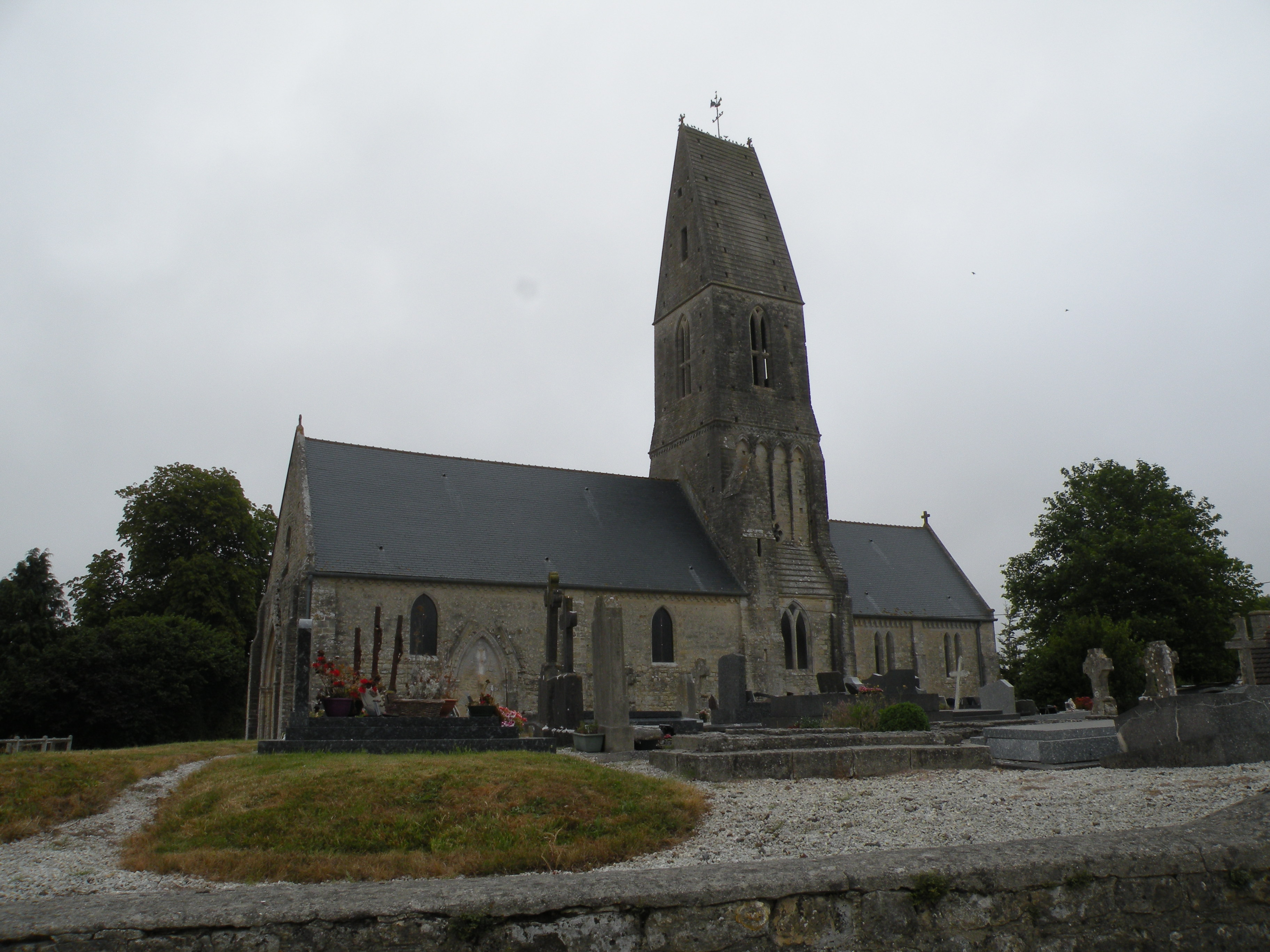
Autre vue extérieure.
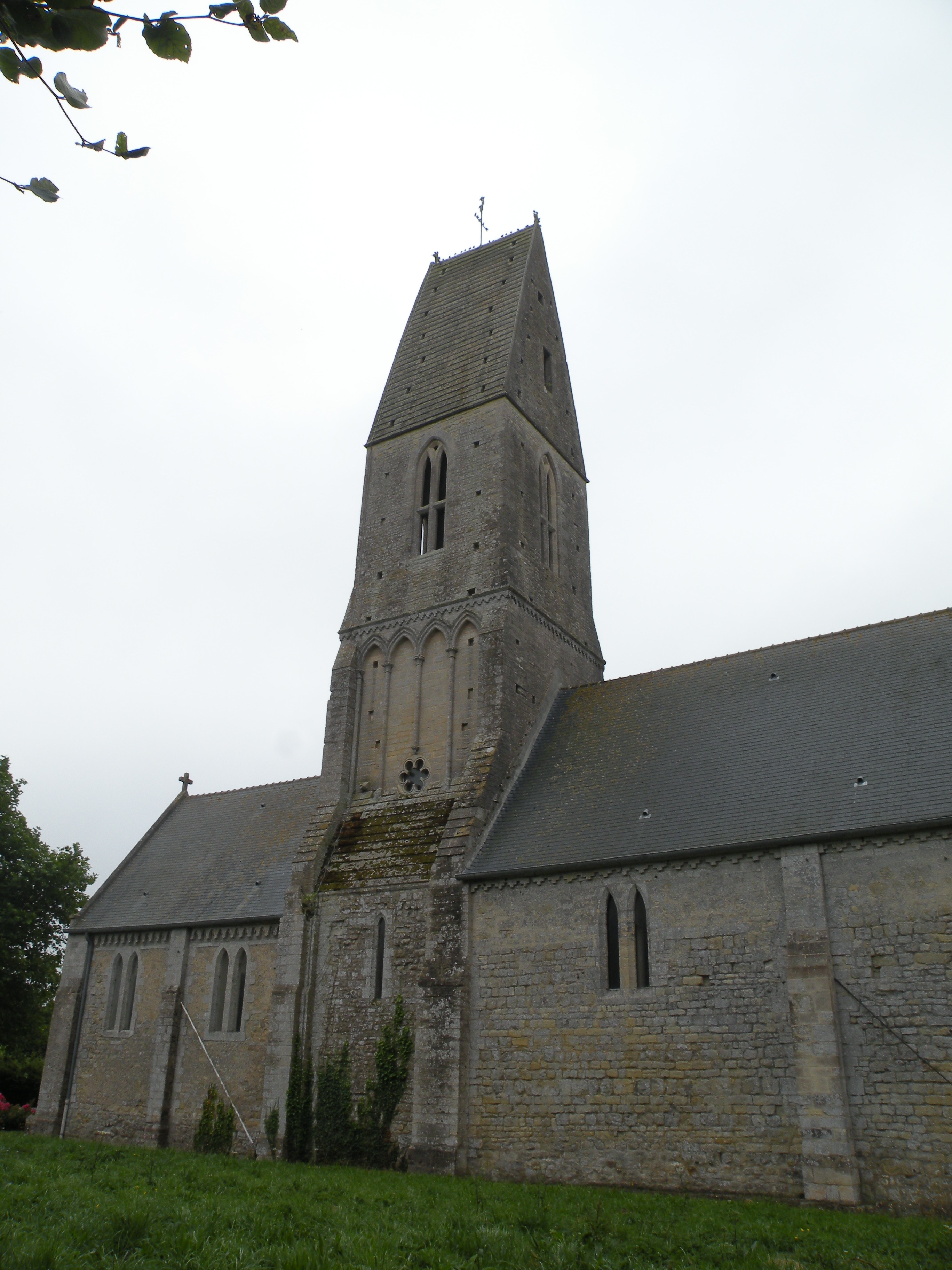
Autre vue extérieure.
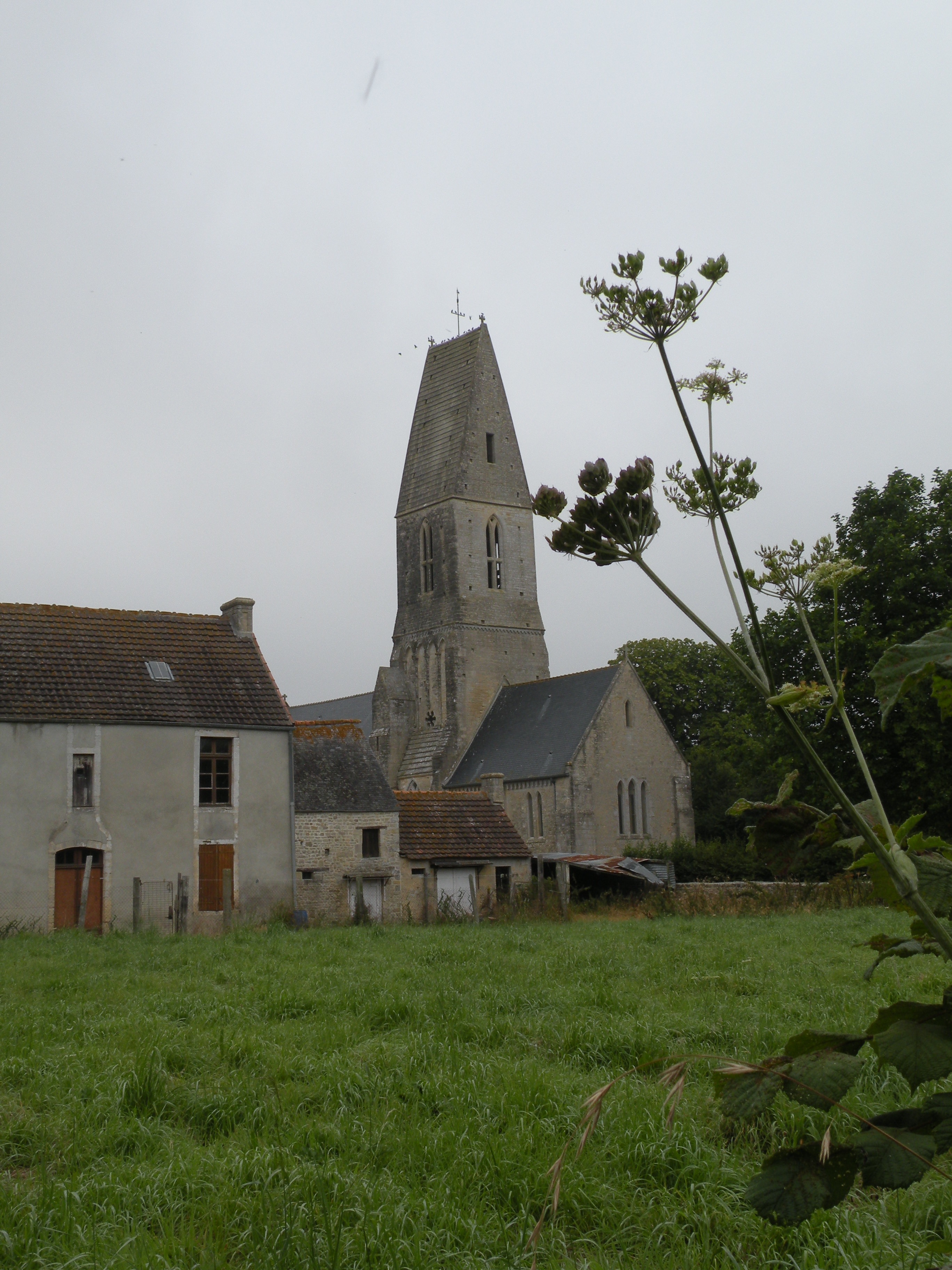
Autre vue extérieure.
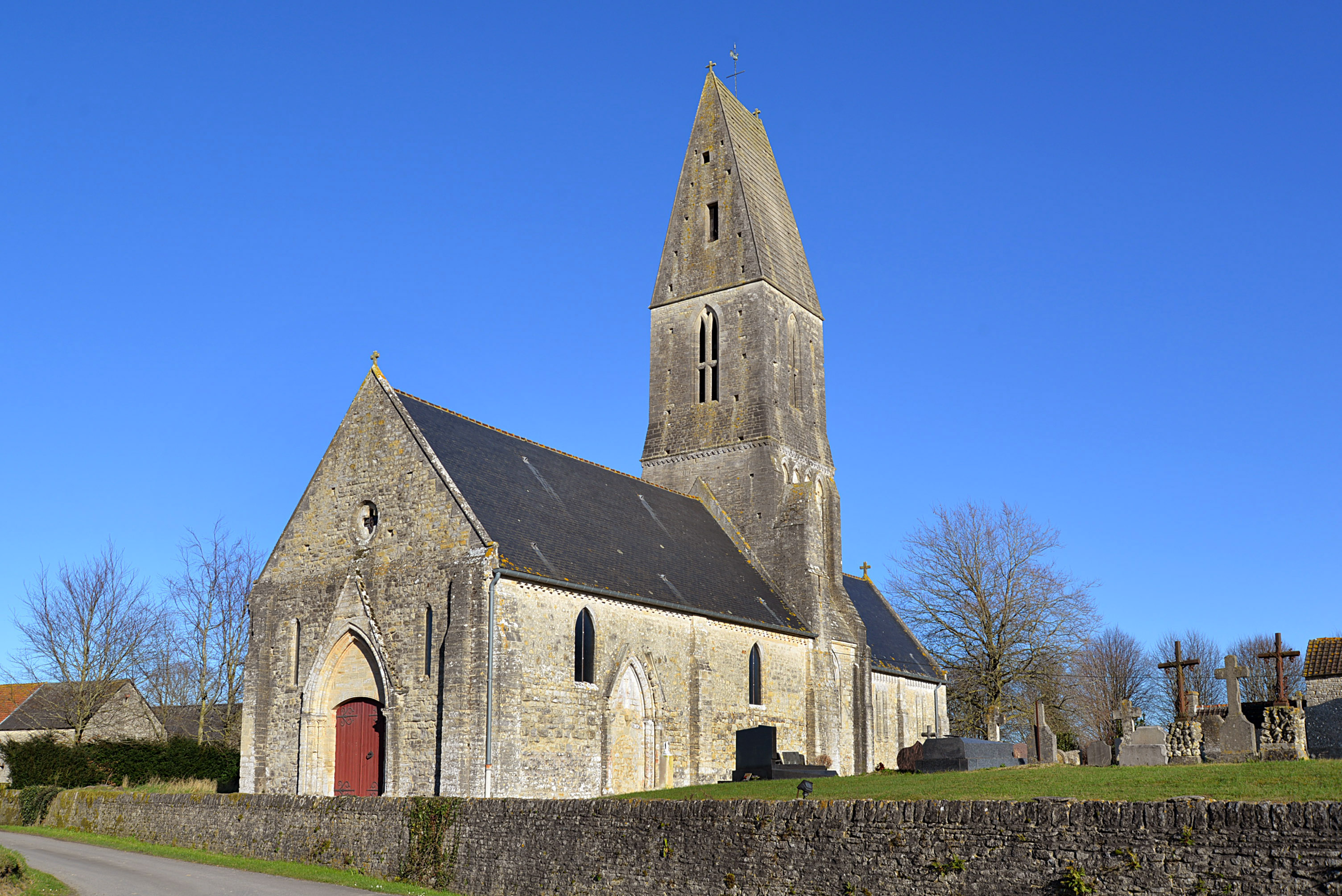
L'église Saint-Barthélemy.
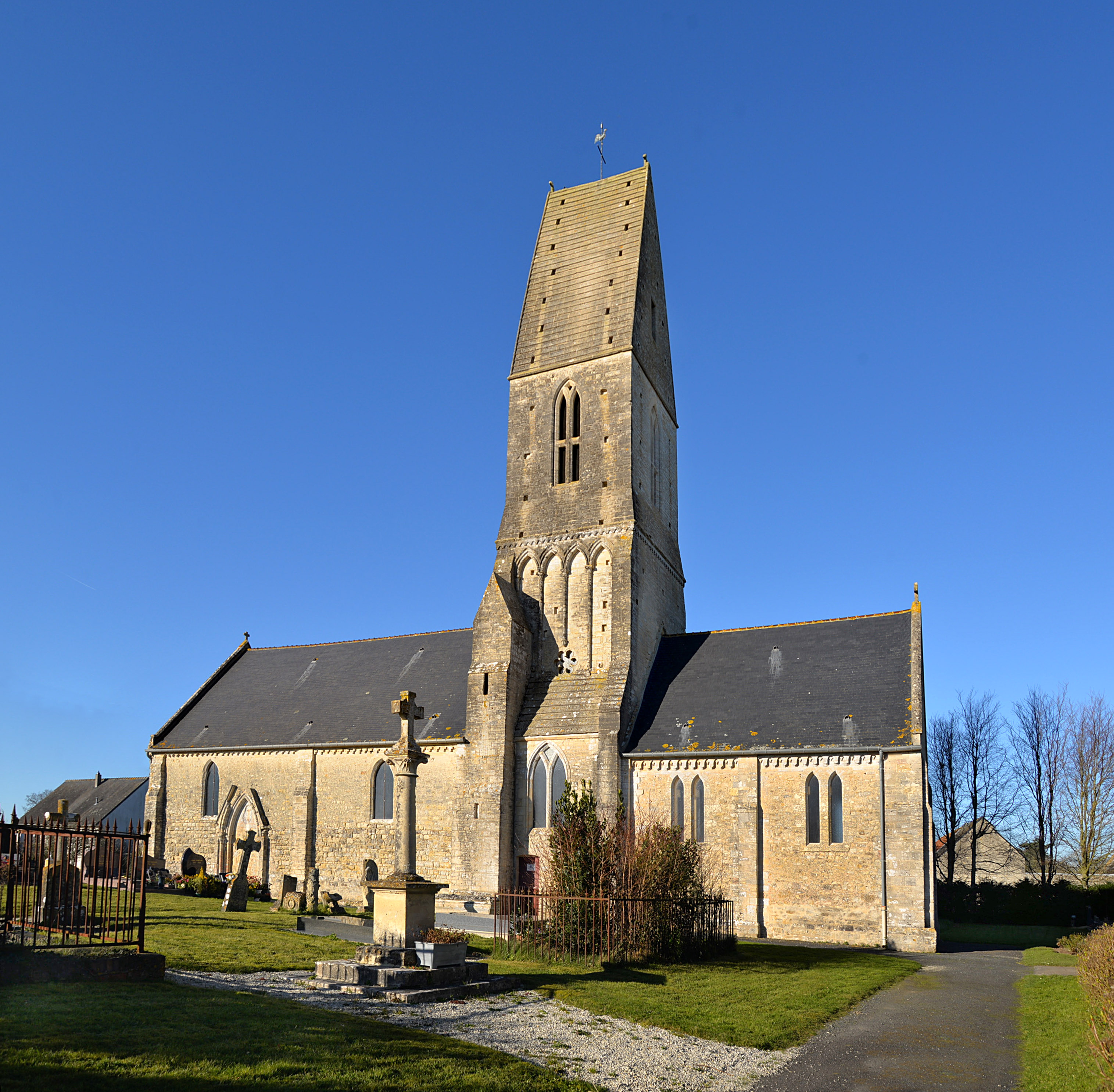
L'église Saint-Barthélemy.
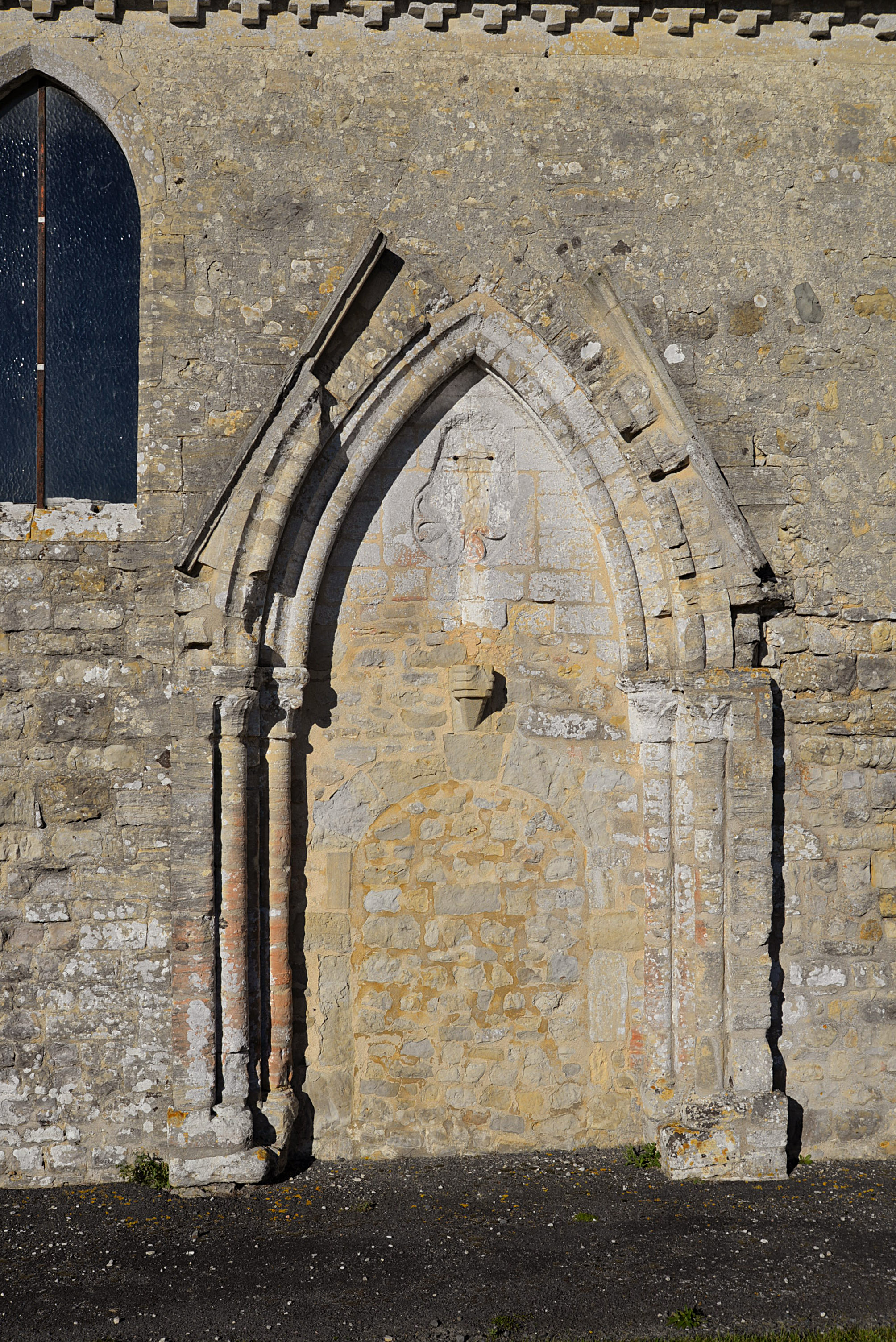
Porte latérale sud de l'église Saint-Barthélemy.
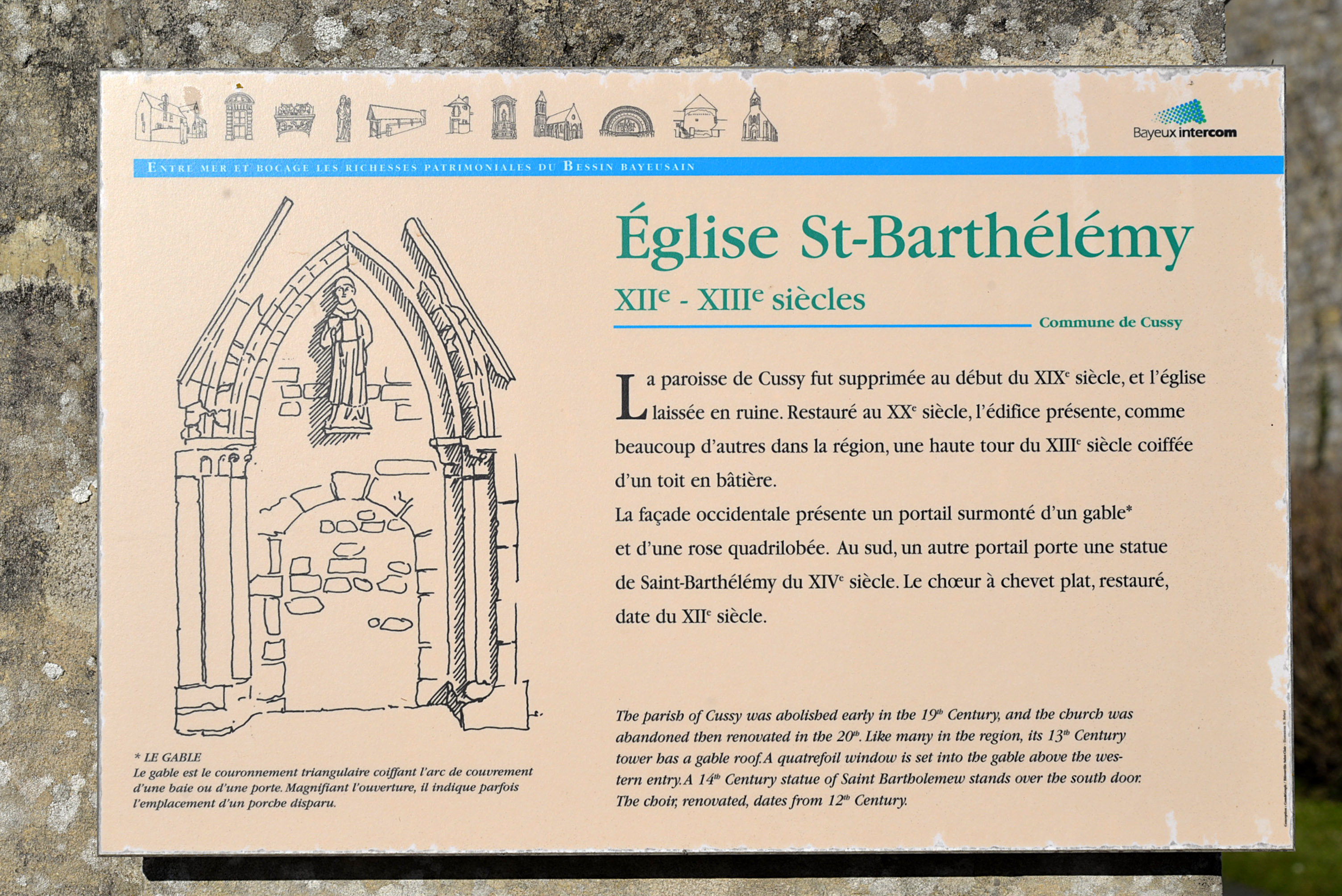
Panneau d'information.
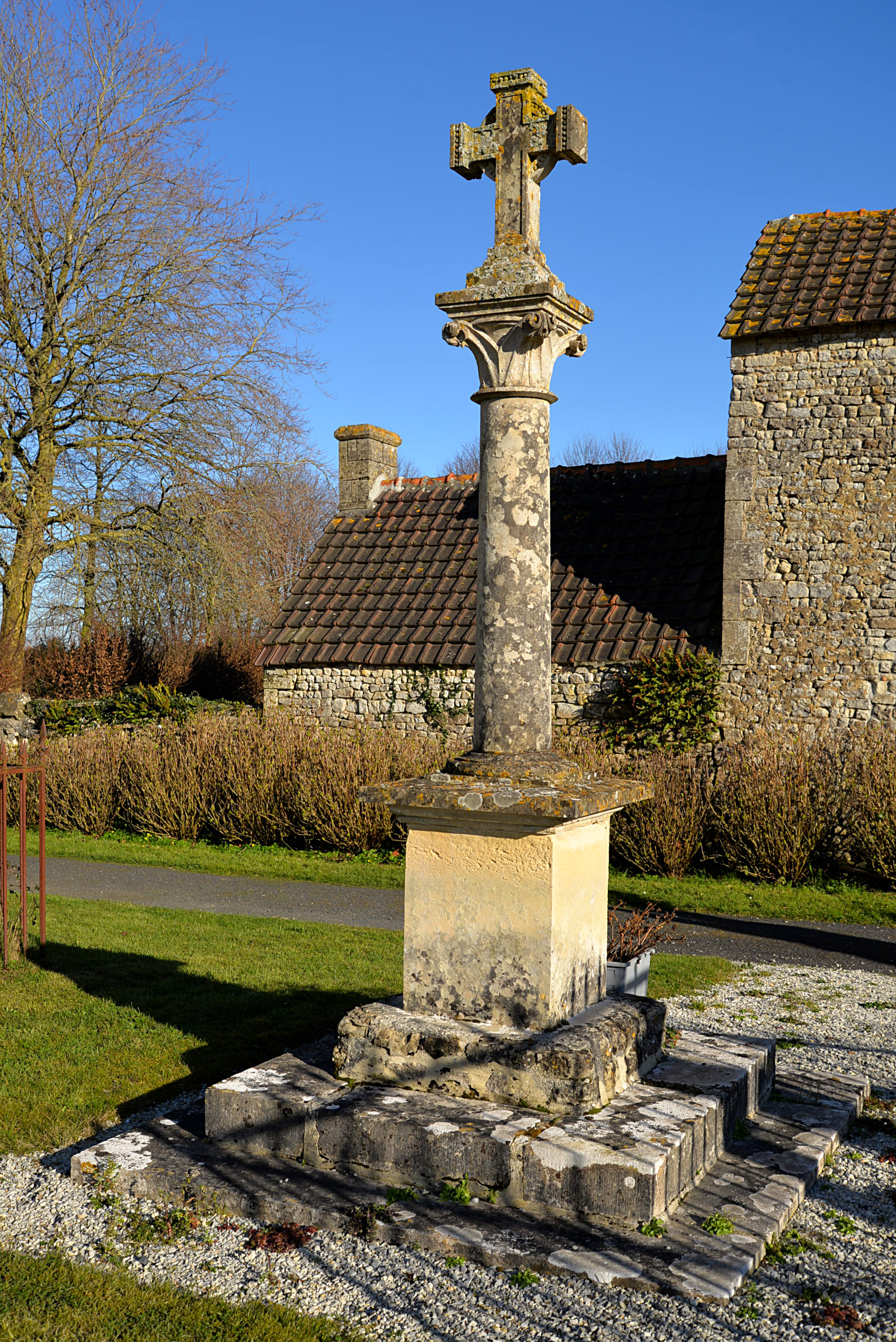
Croix hosannière dans le cimetière.
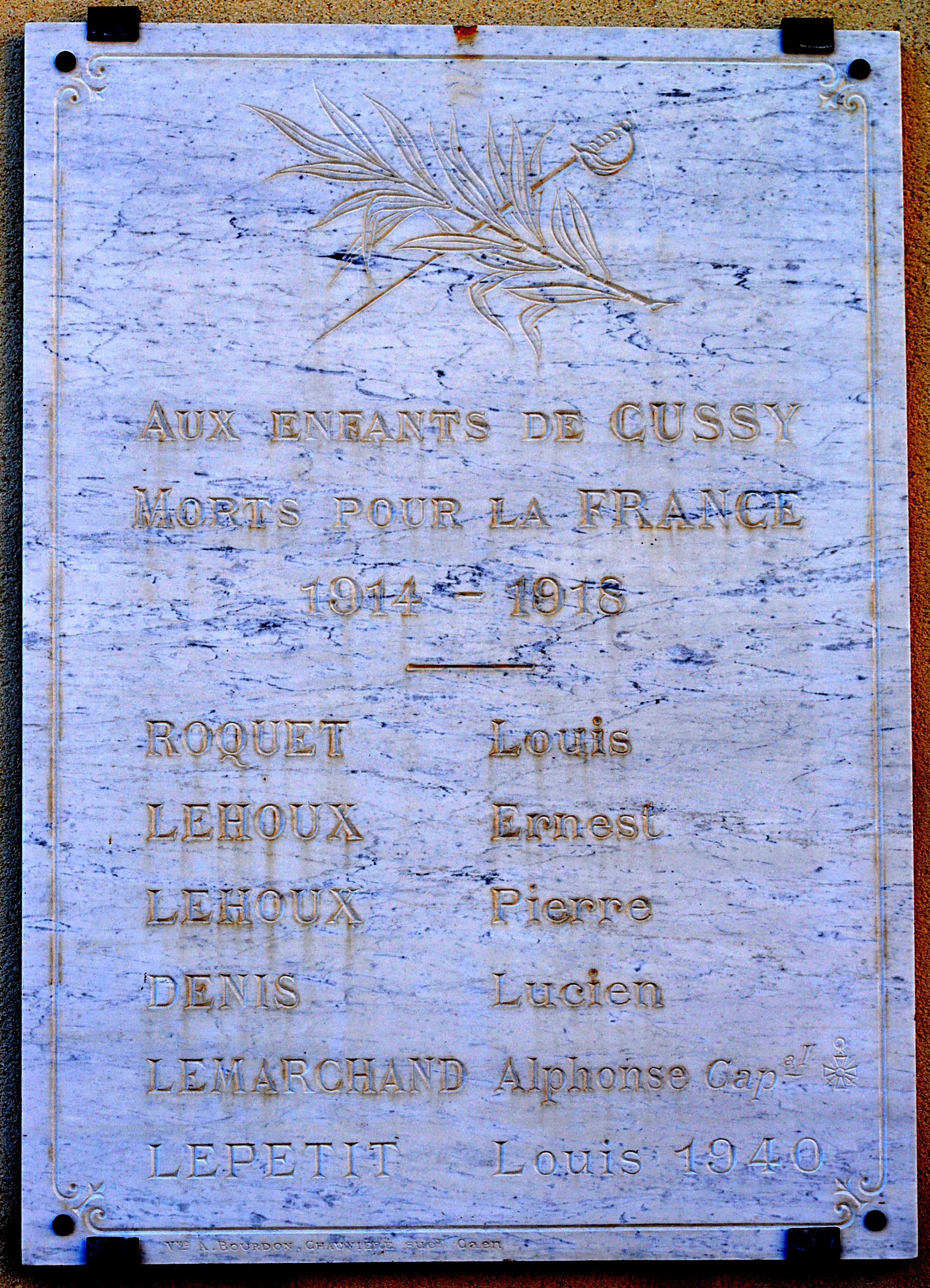
Plaque commémorative des deux guerres mondiales dans le cimetière.